# Juan Pedro Laporte
Juan Pedro Laporte Molina (7 de agosto de 1945 – 22 de enero de 2010) fue un insigne arqueólogo guatemalteco conocido, sobre todo, por sus trabajos de la civilización maya.

## Biografía
Su interés por la arqueología ya se despertó en la escuela secundaria donde se vinculó con el proyecto Tikal, el Museo Nacional de Arqueología y el sitio Kaminaljuyu. Empezó a estudiar en la Universidad de Tucson a los 19 años para continuar, un año después, su licenciatura en la Escuela Nacional de Antropología e Historia de México. Empezó sus estudios de doctorado en la Universidad Autónoma de México entre 1972 a 1976. Su tesis doctoral la tituló Alternativas del Clásico Temprano en la relación Tikal-Teotihuacan: grupo 6C-XVI, Tikal, Petén, Guatemala, que no presentó hasta 1989. Paralelamente a sus estudios, ocupó el cargo de investigador y asistente del Departamento de Antropología Física, la Ceramoteca y Máquinas Electrónicas del Museo Nacional de Antropología de México D.F., trabajo que hizo desde 1967 hasta finales de 1976. También fue investigador del Instituto de Investigaciones Antropológicas de la Universidad Nacional Autónoma de México (UNAM).
En 1976, regresa a Guatemala para ejercer de catedrático y coordinador del área de Arqueología de la Escuela de Historia de la Universidad de San Carlos de Guatemala (USAC), cargo que ocuparía durante más de 30 años. También fue el encargado de prácticas de campo del área de arqueología de esta misma universidad.
Laporte trabajó en varias excavaciones arqueológicas de México como Tlatilco, Chichen Itza y Dainzú. En 1974 se hizo cargo de las investigaciones en las excavaciones mayas de Uaxactun en el norte del Departamento de Petén de Guatemala y entre 1974 y 1976 se hizo cargo de las excavaciones en la Antigua Guatemala, que fue designada Patrimonio de la Humanidad de la UNESCO, y en el Lago Izábal. Entre 1979 y 1984, supervisó las excavaciones y fue el responsable de la restauración del Complejo Mundo Perdido en Tikal en el Parque Nacional Tikal y en 1984, realizó las excavaciones de Uaxactún, Petén y revisando exploraciones anteriores de la Institución Carnegie de Washington.
A partir de 1985, fue el director del Proyecto Atlas Arqueológico de Guatemala, un proyecto donde se analizaron los puntos arqueológicos destacados de todo el sureste del departamento de Petén al principio y que, poco a poco, se fue extendiendo a otros puntos del mismo departamento. Todo ello hizo posible que en 2005 se creara el Museo Regional del Sureste de Petén con numerosas piezas de sus excavaciones.
Fue uno de los editores fundadores del Simposio de Investigaciones Arqueológicas en Guatemala, que fue publicado anualmente desde 1987. Entre sus libros, destacan La organización territorial y política en el mundo Maya Clásico : el caso del sureste y centro-oeste de Petén, Guatemala (de 2005 junto a [ Héctor Mejía]]), Bibliografía de la arqueología guatemalteca, donde hace inventario de una gran cantidad de libros relacionados con la cultura maya, y Tikal, city of wealth and power: a walking guide to the ruins of Tikal, junto a Peter Harrison.
Juan Pedro Laporte murió en enero de 2010 de un cáncer de pulmón. En el obituario del diario Siglo Veintiuno lo describe como "el padre de la arqueología guatemalteca".

## Otras lecturas
- Chocón, Jorge E. (1 de julio de 2013). «Pantalón azul y camisa celeste el doctor Juan Pedro Laporte y 23 años de prácticas de campo y gabinete en el sureste de Petén».  En B. Arroyo; L. Paiz; A. Linares et al., eds. Museo Nacional de Arqueología y Etnología 24 (Guatemala: Simposio de Investigaciones Arqueológicas en Guatemala). pp. 1251-1255. Archivado desde el original el 2 de noviembre de 2014. Consultado el 18 de octubre de 2023.
- Fialko, Vilma (1 de julio de 2013). «El doctor arqueólogo Juan Pedro Laporte Molina y su legado al Proyecto Nacional Tikal (1979-1985) como producto de las investigaciones realizadas en Tikal y Uaxactun».  En B. Arroyo; L. Paiz; A. Linares et al., eds. Museo Nacional de Arqueología y Etnología 24 (Guatemala: Simposio de Investigaciones Arqueológicas en Guatemala). pp. 1241-1245. Archivado desde el original el 2 de noviembre de 2014. Consultado el 18 de octubre de 2023.
- Iglesias Ponce de León, Pepa (1 de julio de 2013). «Juan Pedro Laporte y sus múltiples colaboradores».  En B. Arroyo; L. Paiz; A. Linares et al., eds. Museo Nacional de Arqueología y Etnología (Guatemala: Simposio de Investigaciones Arqueológicas en Guatemala). pp. 1260-1265. Archivado desde el original el 2 de noviembre de 2014. Consultado el 18 de octubre de 2023.
- Moholy-Nagy, Hattula (1 de julio de 2013). «Juan Pedro Laporte y Tikal».  En B. Arroyo; L. Paiz; A. Linares et al., eds. Museo Nacional de Arqueología y Etnología 24 (Guatemala: Simposio de Investigaciones Arqueológicas en Guatemala). pp. 1266-1268. Archivado desde el original el 2 de noviembre de 2014. Consultado el 18 de octubre de 2023.
- Tiesler, Vera; Andrea Cucina (1 de julio de 2013). «Reflexiones y resultados de quince años de nutrida colaboración con el Dr. Juan Pedro Laporte».  En B. Arroyo; L. Paiz; A. Linares et al., eds. Museo Nacional de Arqueología y Etnología 24 (Guatemala: Simposio de Investigaciones Arqueológicas en Guatemala). pp. 1256-1259. Archivado desde el original el 2 de noviembre de 2014. Consultado el 18 de octubre de 2023.

- Esta obra contiene una traducción  derivada de «Juan Pedro Laporte» de Wikipedia en inglés, publicada por sus editores bajo la Licencia de documentación libre de GNU y la Licencia Creative Commons Atribución-CompartirIgual 4.0 Internacional.

- Datos: Q15130260